# 미코노스섬
미코노스섬(Mykonos, 그리스어: Μύκονος)은 에게해 남쪽에 위치한 그리스의 섬으로 면적은 105.2km2, 높이는 364m, 인구는 9,320명(2001년 기준)이다. 키클라데스 제도를 구성하는 섬 가운데 하나이며 티노스섬, 시로스섬, 파로스섬, 낙소스섬 사이에 위치한다.
기원전 11세기 초반에 이오니아인이 거주했으며 기원전 3000년경에는 신석기 시대의 유적인 카레스(Kares) 유적이 형성되었다. 그리스 신화에서는 제우스와 기간테스의 싸움이 벌어진 곳으로 전해진다. 섬의 이름은 아폴론의 손자인 미콘스(Mykons)에서 유래된 이름이다. 풍차로 유명한 섬이며 산토리니섬과 함께 에게 해의 대표적인 관광지로 여겨진다. 섬의 지질은 화강암이 주를 이룬다.